# Salamanca, Quintana Roo
Salamanca är en ort i Mexiko.   Den ligger i kommunen Bacalar och delstaten Quintana Roo, i den östra delen av landet, 1 100 km öster om huvudstaden Mexico City. Salamanca ligger 47 meter över havet och antalet invånare är 967.
Terrängen runt Salamanca är platt. Runt Salamanca är det glesbefolkat, med 16 invånare per kvadratkilometer. Närmaste större samhälle är Bacalar, 8,4 km öster om Salamanca. Omgivningarna runt Salamanca är en mosaik av jordbruksmark och naturlig växtlighet.